# Кульякан
Кульякан (ісп. Culiacán) — місто в Мексиці, столиця штату Сіналоа. Населення 675 773 чоловік (2010).
Населення 605 304 людини (2005). Одне з найбільших міст Мексики і найбільше місто штату. Муніципалітет Кульякан включає в себе такі околиці громади як Коста-Рика і Ель-Дорадо, загальна площа якого становить 4758 км². Кульякан розташований в центральній частині штату, біля підніжжя Західної Сьєрра-Мадре, біля злиття річок Тамасула і Умая, що утворюють річку Кульякан.

## Клімат
Місто знаходиться у зоні, котра характеризується кліматом тропічних саван. Найтепліший місяць — червень із середньою температурою 29.4 °C (85 °F). Найхолодніший місяць — січень, із середньою температурою 19.4 °С (67 °F).
| Клімат Кульякана        | Клімат Кульякана | Клімат Кульякана | Клімат Кульякана | Клімат Кульякана | Клімат Кульякана | Клімат Кульякана | Клімат Кульякана | Клімат Кульякана | Клімат Кульякана | Клімат Кульякана | Клімат Кульякана | Клімат Кульякана | Клімат Кульякана |
| Показник                | Січ.             | Лют.             | Бер.             | Квіт.            | Трав.            | Черв.            | Лип.             | Серп.            | Вер.             | Жовт.            | Лист.            | Груд.            | Рік              |
| Абсолютний максимум, °C | 35               | 35               | 39               | 40               | 41               | 40               | 40               | 40               | 40               | 38               | 39               | 36               | 41               |
| Середній максимум, °C   | 27               | 28               | 30               | 32               | 33               | 35               | 33               | 33               | 33               | 33               | 30               | 27               | 31               |
| Середня температура, °C | 19               | 19               | 21               | 23               | 25               | 29               | 28               | 28               | 28               | 27               | 23               | 19               | 24               |
| Середній мінімум, °C    | 11               | 10               | 12               | 15               | 18               | 23               | 24               | 23               | 23               | 21               | 16               | 12               | 17               |
| Абсолютний мінімум, °C  | 3                | 4                | 4                | 7                | 11               | 16               | 17               | 18               | 19               | 13               | 5                | 5                | 3                |
| Норма опадів, мм        | 0                | 20               | 0                | 0                | 0                | 20               | 110              | 160              | 110              | 30               | 10               | 30               | 540              |
| Днів з дощем            | 1,1              | 1,7              | 0,9              | 0,2              | 0,2              | 3                | 10,2             | 12,8             | 8,2              | 1,9              | 1,5              | 2,2              | 43,9             |
| Вологість повітря, %    | 64               | 61               | 57               | 54               | 55               | 60               | 70               | 76               | 77               | 69               | 65               | 67               | 65               |
| ----------------------- | ---------------- | ---------------- | ---------------- | ---------------- | ---------------- | ---------------- | ---------------- | ---------------- | ---------------- | ---------------- | ---------------- | ---------------- | ---------------- |
| Джерело: Weatherbase    |                  |                  |                  |                  |                  |                  |                  |                  |                  |                  |                  |                  |                  |